# Басс-Рівер Тауншип (Нью-Джерсі)
Басс-Рівер Тауншип (англ. Bass River Township) — селище (англ. township) в США, в окрузі Берлінгтон штату Нью-Джерсі. Населення — 1355 осіб (2020).

## Демографія
Згідно з переписом 2010 року, у селищі мешкали 1443 особи в 522 домогосподарствах у складі 407 родин. Було 587 помешкань
Расовий склад населення:
| - 97,4 % — білих - 0,8 % — азіатів - 0,3 % — чорних або афроамериканців - 0,1 % — корінних американців |

До двох чи більше рас належало 1,1 %. Частка іспаномовних становила 3,1 % від усіх жителів.
За віковим діапазоном населення розподілялося таким чином: 20,2 % — особи молодші 18 років, 66,8 % — особи у віці 18—64 років, 13,0 % — особи у віці 65 років та старші. Медіана віку мешканця становила 43,0 року. На 100 осіб жіночої статі у селищі припадало 104,4 чоловіків;  на 100 жінок у віці від 18 років та старших — 101,0 чоловіків також старших 18 років.
Середній дохід на одне домашнє господарство  становив 81 877 доларів США (медіана — 62 727), а середній дохід на одну сім'ю — 93 124 долари (медіана — 74 853). Медіана доходів становила 50 333 долари для чоловіків та 51 146 доларів для жінок. За межею бідності перебувало 10,5 % осіб, у тому числі 20,0 % дітей у віці до 18 років та 13,2 % осіб у віці 65 років та старших.
Цивільне працевлаштоване населення становило 738 осіб. Основні галузі зайнятості: будівництво — 22,1 %, освіта, охорона здоров'я та соціальна допомога — 17,6 %, мистецтво, розваги та відпочинок — 10,0 %, публічна адміністрація — 9,2 %.